# ISO 3166-2:AR
ISO 3166-2:AR és el subconjunt per a l'Argentina de l'estàndard ISO 3166-2, publicat per l'Organització Internacional per Estandardització (ISO) que defineix els codis de les principals subdivisions administratives.
Actualment per a Argentina l'estàndard ISO 3166-2, està format per 1 ciutat i 23 províncies. La ciutat de Buenos Aires és la capital del país i té un status especial equivalent a una província.
Cada codi es compon de dues parts, separades per un guió. La primera part és AR, el codi ISO 3166-1 alfa-2 per a Argentina. La segona part és una lletra, originalment utilitzades per a les matrícules de vehicles (les lletres I i O no s'utilitzen, ja que es podrien confondre amb l'1 i el 0 respectivament), i actualment s'usa en els codis postals.

## Codis actuals

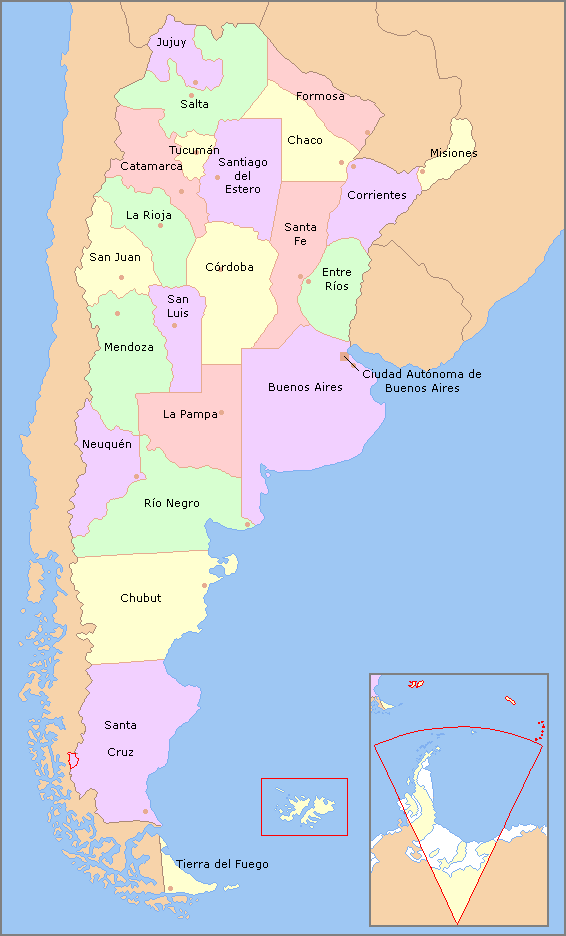
Subdivisions polítiques de l'Argentina

Els noms de les subdivisions estan llistades segons l'ISO 3166-2 publicat per la "ISO 3166 Maintenance Agency" (ISO 3166/MA)
| Codi | Nom de subdivisió (es)          | Categoria de subdivisió |
| ---- | ------------------------------- | ----------------------- |
| AR-C | Ciudad Autónoma de Buenos Aires | Ciutat                  |
| AR-B | Buenos Aires                    | Província               |
| AR-K | Catamarca                       | Província               |
| AR-H | Chaco                           | Província               |
| AR-U | Chubut                          | Província               |
| AR-X | Córdoba                         | Província               |
| AR-W | Corrientes                      | Província               |
| AR-E | Entre Ríos                      | Província               |
| AR-P | Formosa                         | Província               |
| AR-Y | Jujuy                           | Província               |
| AR-L | La Pampa                        | Província               |
| AR-F | La Rioja                        | Província               |
| AR-M | Mendoza                         | Província               |
| AR-N | Misiones                        | Província               |
| AR-Q | Neuquén                         | Província               |
| AR-R | Río Negro                       | Província               |
| AR-A | Salta                           | Província               |
| AR-J | Sant Joan                       | Província               |
| AR-D | San Luis                        | Província               |
| AR-Z | Santa Cruz                      | Província               |
| AR-S | Santa Fe                        | Província               |
| AR-G | Santiago del Estero             | Província               |
| AR-V | Tierra del Fuego                | Província               |
| AR-T | Tucumán                         | Província               |